# 松山市立興居島小中学校
松山市立興居島小中学校（まつやましりつ ごごしまちゅうがっこう）は、愛媛県松山市にある公立小学校・公立中学校。

## 所在地
- 愛媛県松山市泊町甲425-3
- 〒791-8093

## 沿革
興居島中学校
- 1947年 - 温泉郡興居島村立興居島中学校として、泊小学校、由良小学校、釣島分校を借りて授業を行う。
- 1951年1月 - 現在地の埋め立て工事を行う。
- 1952年5月 - 新校舎が落成する。
- 1954年2月 - 松山市との合併により、松山市立興居島中学校と改称。
- 1966年9月 - 特殊学級を認可する。
- 1967年3月 - 完全給食を実施。
- 1967年12月 - 校歌制定。
- 1968年3月 - 体育館が落成する。
- 1969年3月 - 特殊学級廃止。
- 1973年4月 - 校訓制定。
- 1978年8月 - プールが完成。
- 1982年3月 - 新校舎が完成。
- 1985年4月 - 柔剣道場・技術室が落成する。
- 2005年3月 - 校舎の大規模改修が終了。

興居島小中学校
由良小学校と泊小学校が統合。また、由良小学校釣島分校は、興居島小中学校釣島分校となる。
- 2009年4月 - 開校宣言。
- 2009年5月 - 開校記念式典。
- 2010年2月 - 開校記念小富士登山。
- 2010年3月 - 電子黒板導入。
- 2012年3月 - 釣島分校が休校。

## 校区
小中学校共に、興居島全域。釣島分校は、釣島全域。

## その他
- 中学校校歌は、橋田早苗・作詞、大森尚敏・作曲。
- 小学校運動部活動には、相撲、水泳、陸上が、中学校部活動には、テニス、卓球、駅伝がある。また、水軍太鼓部も存在する。
- 児童・生徒数が少ないため、島外からの生徒も募集している。本土側では、スクールバスが存在し、フェリーと合わせて運賃は全額松山市が負担する。